# Angerberg
Angerberg este un oraș în districtul Kufstein din landul Tirol, Austria.